# Lonely (песня Джастина Бибера и Бенни Бланко)
«Lonely» (с англ. — «Одинокий») — песня канадского певца Джастина Бибера и американского продюсера Бенни Бланко, вышедшая 15 октября 2020 года в качестве второго сингла с его шестого студийного альбома «Justice» (2021). Песня была написана Бибером, Бланко и Финнеасом, а продюсированием занимались двое последних.

## Композиция
«Lonely» — эмоциональная баллада в минималистической аранжировке с мрачной фортепианной мелодией. Его длина составляет две минуты двадцать девять секунд. В лирическом плане Бибер размышляет о влиянии денег и славы, а также о препятствиях, с которыми он столкнулся в начале своей карьеры, включая некоторые мнения и критику, с которыми ему пришлось столкнуться, когда он набирал известность в своей карьере. Подростковые годы, а также чувства изоляции и одиночества, которые он испытал, поскольку не смог найти никого, кто мог бы относиться к его ситуации и оказать ему эмоциональную поддержку. Он также признает свои проступки, совершенные им на этом пути.